# Атаманчук Роман Віталійович
Рома́н Віта́лійович Атаманчу́к (9 грудня 1992 — 29 серпня 2014) — боєць Добровольчого українського корпусу «Правий сектор», учасник російсько-української війни.

## Життєпис
Народився 1992 року в селі Сергіївка (Каховський район, Херсонська область). Батько був ковалем, Роман полюбляв йому допомагати. Проживав у м. Нова Каховка. Закінчив навчання в сергіївській школв; в 2011 році — закінчив Новокаховське ПТУ № 14, за спеціальністю «радіомеханік з обслуговування і ремонту радіотелевізійної апаратури». Працював приватним підприємцем за фахом.
Активіст Правого сектору, навесні 2014 року брав участь у роботі блок-посту біля Каховської ГЕС, добровольцем пішов на фронт. Боєць Добровольчого Українського Корпусу, псевдо «Добрий».
Загинув у боях за Іловайськ 29 серпня, під час виходу з оточення. Вважався зниклим безвісти, був знайдений за експертизою ДНК серед похованих під Запоріжжям Героїв. Опізнаний побратимами і родичами.
25 грудня 2014 року, Романа перепоховали у Сергіївці.
Залишились мама, дружина Ольга та син Данило, який народився 15 вересня 2014 року та старенька бабуся.

## Нагороди і вшанування
- Нагороджений відзнакою ДУК ПС «Бойовий Хрест Корпусу» (посмертно)[2].
- В 2021 році був нагороджений орденом «За мужність» III ступеня (посмертно)[3].
- 3 грудня 2015 року, у місті Нова Каховка, в ПТУ № 14 — відкрито меморіальну дошку випускникові Роману Атаманчуку[4].
- Іловайський Хрест (посмертно)
- Його портрет розміщений на меморіалі «Стіна пам'яті полеглих за Україну» у Києві: секція 4, ряд 1, місце 13
- Вшановується 29 серпня на щоденному ранковому церемоніалі вшанування українських захисників, які загинули цього дня у різні роки внаслідок російської збройної агресії[5]